# Маргарет Дръмонд (кралица на Шотландия)
Маргарет Дръмонд (на английски: Margaret Drummond; * ок. 1340; † сл. 31 януари 1375 г.) е кралица на Шотландия – втора съпруга на крал Дейвид II.

## Биография
Дъщеря е на сър Малкълм Дръмонд и съпругата му Маргарет Граам.
Първоначално е омъжена за сър Джон Лоджи от Илк, но не е известно двамата да са имали деца. По-късно Маргарет става метреса на овдовелия крал Дейвид II, чиято първа съпруга – кралица Джоан Плантагенет умира през 1362 г. На 20 февруари 1364 г. Маргарет и Дейвид II се женят и от този брак не се раждат деца, поради което Дейвид II се развежда с нея на 20 март 1369 г., като причина за това изтъква нейното безплодие. Въпреки това Маргарет заминава за Авиньон, където успява да убеди папата да отмени решението за развода ѝ, признесено в Шотландия. Маргарет надживява съпруга си, като последните известия за нея се отнасят към 31 януари 1375 г.